# Princeton (Wisconsin)
Princeton ist eine Kleinstadt (mit dem Status „City“) im  Green Lake County im US-amerikanischen Bundesstaat Wisconsin. Im Jahr 2010 hatte Princeton 1214 Einwohner.

## Geografie
Princeton liegt im südöstlichen Zentrum Wisconsins beiderseits des Fox River, einem Zufluss des Michigansees. Die geografischen Koordinaten von Princeton sind 43°51'03" nördlicher Breite und 89°07'18" westlicher Länge. Das Stadtgebiet erstreckt sich über eine Fläche von 4,25 km². Die Stadt Princeton ist im Osten, Süden und Westen von der Town of Princeton sowie im Norden von der Town of St. Marie umgeben, ohne einer dieser Towns anzugehören.
Nachbarorte von Princeton sind Green Lake (14,6 km östlich), Markesan (23,6 km südöstlich), Marquette (21,7 km südlich), Montello (18,3 km westsüdwestlich) und Neshkoro (16,6 km nordwestlich).
Die nächstgelegenen größeren Städte sind Green Bay am Michigansee (137 km nordöstlich), Wisconsins größte Stadt Milwaukee (158 km südöstlich), Chicago in Illinois (307 km südsüdöstlich), Rockford in Illinois (201 km südlich) und Wisconsins Hauptstadt Madison (110 km südsüdwestlich).

## Verkehr
In Princeton treffen die Wisconsin State Highways 23 und 73 zusammen. Alle weiteren Straßen sind untergeordnete Landstraßen, teils unbefestigte Fahrwege sowie innerörtliche Verbindungsstraßen.
Die nächsten Flughäfen sind der Dane County Regional Airport in Madison (106 km südsüdwestlich) und der Milwaukee Mitchell International Airport in Milwaukee (168 km südöstlich).

## Bevölkerung
Nach der Volkszählung im Jahr 2010 lebten in Princeton 1214 Menschen in 551 Haushalten. Die Bevölkerungsdichte betrug 285,6 Einwohner pro Quadratkilometer. In den 551 Haushalten lebten statistisch je 2,15 Personen.
Ethnisch betrachtet setzte sich die Bevölkerung zusammen aus 97,3 Prozent Weißen, 1,0 Prozent Afroamerikanern, 0,6 Prozent amerikanischen Ureinwohnern, 0,4 Prozent Asiaten sowie 0,2 Prozent aus anderen ethnischen Gruppen; 0,6 Prozent stammten von zwei oder mehr Ethnien ab. Unabhängig von der ethnischen Zugehörigkeit waren 1,5 Prozent der Bevölkerung spanischer oder lateinamerikanischer Abstammung.
22,9 Prozent der Bevölkerung waren unter 18 Jahre alt, 56,2 Prozent waren zwischen 18 und 64 und 20,9 Prozent waren 65 Jahre oder älter. 53,4 Prozent der Bevölkerung war weiblich.
Das mittlere jährliche Einkommen eines Haushalts lag bei 38.333 USD. Das Pro-Kopf-Einkommen betrug 21.810 USD. 9,5 Prozent der Einwohner lebten unterhalb der Armutsgrenze.

## Bekannte Bewohner
- Walter Halben Butler (1852–1931) – demokratischer Abgeordneter des US-Repräsentantenhauses (1891–1893) – begann seine Karriere als Jurist in Princeton
- James H. Davidson (1858–1918) – republikanischer Abgeordneter des US-Repräsentantenhauses (1897–1913, 1917–1918) – praktizierte jahrelang als Jurist in Princeton